# Grettstadt
Grettstadt ist eine Gemeinde im unterfränkischen Landkreis Schweinfurt.

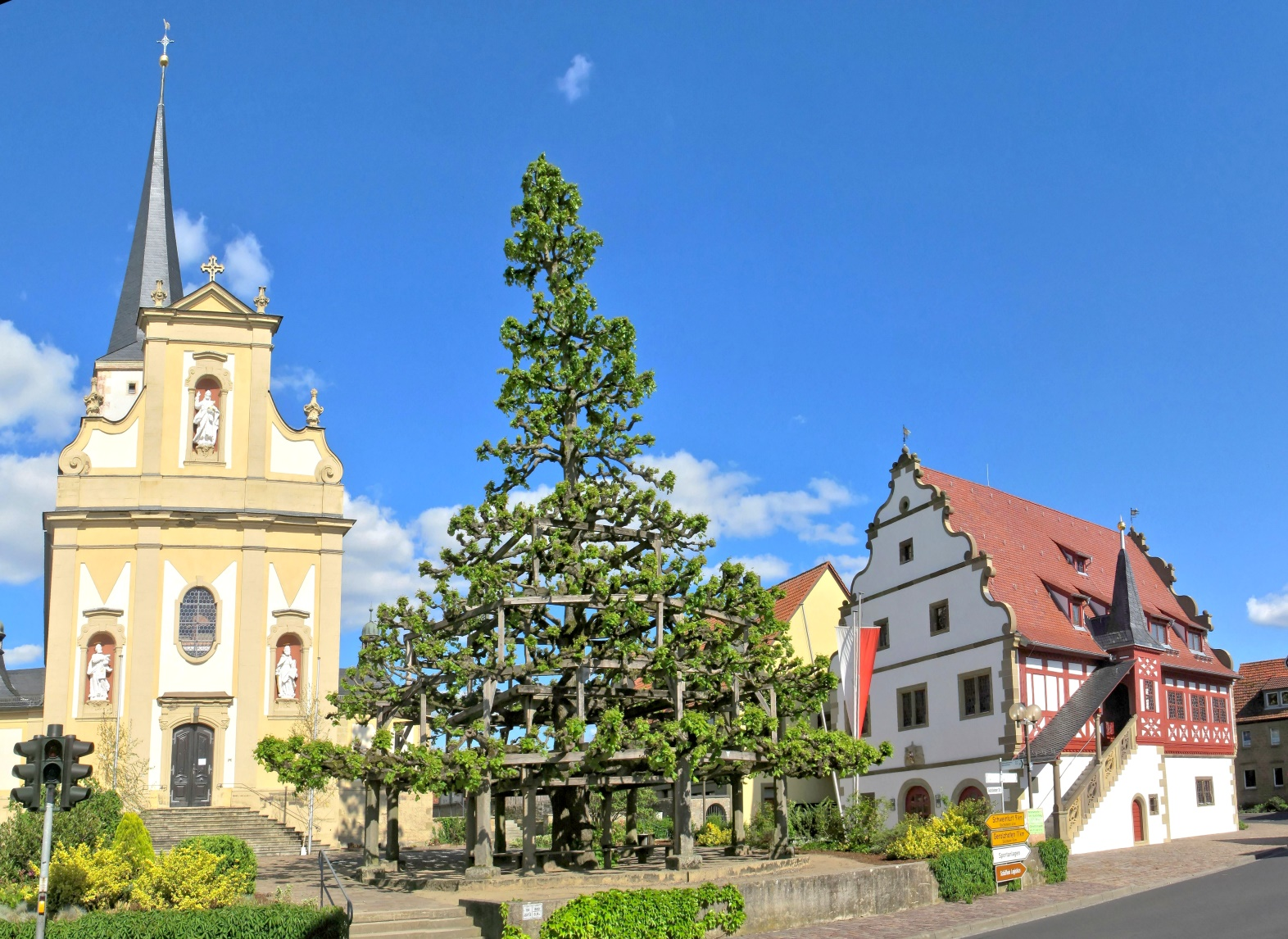
St. Peter und Paul, Altes Rathaus und Stufenlinde

## Geografie
Die Gemeinde liegt in der Region Main-Rhön.

### Gemeindegliederung
Es gibt vier Gemeindeteile, die beiden Pfarrdörfer Grettstadt und Obereuerheim und die beiden Kirchdörfer Dürrfeld und Untereuerheim und vier gleichnamige Gemarkungen.

### Nachbargemeinden
Nachbargemeinden sind (von Norden beginnend im Uhrzeigersinn): Gädheim, Theres, Donnersdorf, Sulzheim, Kolitzheim, Schwebheim und Gochsheim.

## Geschichte

### Bis zum 19. Jahrhundert
Grettstadt wird das erste Mal 880 urkundlich erwähnt. In Schenkungsurkunden um 1100 wird mehrmals der Edelfreie „Sigeloch von Grezzistat“ genannt, zu dessen Besitz auch Korb bei Möckmühl zählte. Auf historischen Flurkarten existierte noch bis in die 1940er-Jahre der Flurname „Siegeloch“ zwischen Grettstadt und Obereuerheim. Im Zweiten Markgrafenkrieg (1552–1554) wurde Grettstadt, wie viele andere fränkische Siedlungen, geplündert und niedergebrannt. Als Teil des Hochstiftes Würzburg, das ab 1500 zum Fränkischen Reichskreis gehörte, wurde Grettstadt 1803 zugunsten Bayerns säkularisiert, dann im Frieden von Preßburg 1805 Erzherzog Ferdinand von Toskana zur Bildung des Großherzogtums Würzburg überlassen, mit welchem es 1814 endgültig an Bayern zurückfiel. Im Zuge der Verwaltungsreformen in Bayern entstand mit dem Gemeindeedikt von 1818 die heutige Gemeinde. Im Jahre 1870 lebten in den damals 117 Wohngebäuden Grettstadts 169 Familien, von denen alle ausschließlich katholisch waren.

### Religionen
- Römisch-katholisch
  - Grettstadt: Pfarrei St. Peter und Paul, wird von Unterspiesheim betreut
  - Obereuerheim: Pfarrei St. Laurentius
  - Untereuerheim: Kuratie St. Gallus, von Obereuerheim betreut
  - Dürrfeld: Filiale Mariä Geburt der Pfarrei Pusselsheim
- Evangelisch
  - Das gesamte Gemeindegebiet wird durch die evangelische Kirchengemeinde Gochsheim betreut; es gibt keine evangelischen Kirchengebäude im Gemeindegebiet.

### Eingemeindungen
Im Zuge der Gebietsreform in Bayern wurde am 1. Juli 1971 die Gemeinde Dürrfeld und am 1. Mai 1978 die Gemeinden Obereuerheim und Untereuerheim eingegliedert.

### Einwohnerentwicklung
| Jahr      | 1840 | 1871 | 1961 | 1970 | 1987 | 1991 | 1995 | 2000 | 2005 | 2010 | 2015 | 2020 |
| --------- | ---- | ---- | ---- | ---- | ---- | ---- | ---- | ---- | ---- | ---- | ---- | ---- |
| Einwohner | 1730 | 1854 | 3178 | 3346 | 3527 | 3709 | 3887 | 4115 | 4165 | 4121 | 4211 | 4275 |

Im Zeitraum 1988 bis 2018 stieg die Einwohnerzahl von 3544 auf 4238 um 694 Einwohner bzw. um 19,6 %.
Quelle: BayLfStat

## Politik

### Bürgermeister
Jens Machnow (CSU) ist seit 13. Oktober 2022 hauptamtlicher Erster Bürgermeister. Dieser wurde am 18. September 2022 mit 56,7 % der Stimmen bei einer Wahlbeteiligung von 64,7 % für sechs Jahre gewählt.

### Gemeinderat
Der Gemeinderat besteht aus dem Ersten Bürgermeister und 16 Mitgliedern. Die Gemeinderatswahl am 15. März 2020 hatte folgendes Ergebnis:
|                                       | Sitze | Stimmenanteil |
| ------------------------------------- | ----- | ------------- |
| CSU                                   | 4     | 22,08 %       |
| Freie Wählergemeinschaft Obereuerheim | 3     | 20,64 %       |
| Freie Wählergemeinschaft Grettstadt   | 3     | 19,33 %       |
| Wählergemeinschaft Untereuerheim      | 2     | 15,03 %       |
| Freie Wählerschaft Dürrfeld           | 2     | 12,37 %       |
| SPD/Freie Bürger                      | 2     | 10,55 %       |
| Gesamt                                | 16    | 100,00 %      |

Die Wahlbeteiligung betrug 62,73 %.

### Wappen
| | Blasonierung: „In Silber über einer schwarzen Zinnenmauer, die mit einem goldenen Anker belegt ist, ein wachsender roter Eber, der einen goldenen Schlüssel im Maul hält.“ |
| Wappenbegründung: Die Gemeinde Grettstadt besteht seit 1978 aus den Gemeinden Dürrfeld, Grettstadt, Obereuerheim und Untereuerheim. Wichtigste Herrschaftsinhaber waren im Gemeindegebiet das Kloster Ebrach sowie das Hochstift Würzburg. Daran erinnern der Eber aus dem Ebracher Klosterwappen sowie die Farben Silber und Rot aus dem Hochstiftswappen. Der Schlüssel im Maul des Ebers ist dem alten Gerichtssiegel von Grettstadt entnommen. Er weist auf das Patrozinium der Pfarrkirche von Grettstadt hin, die den beiden Heiligen Petrus und Paulus geweiht ist. Die Zinnenmauer steht für das Schloss Euerburg in Obereuerheim, das im 16. Jahrhundert von den Freiherren von Bibra erbaut wurde. Der Anker erinnert an die Fährverbindung über den Main bei Untereuerheim. Dieses Wappen wird seit 1981 geführt. | |

### Interkommunale Allianz
Die Gemeinde gehört zur interkommunalen Allianz Schweinfurter Mainbogen (siehe: Grafenrheinfeld, Interkommunale Allianz).

## Kultur und Sehenswürdigkeiten
- Historisches Rathaus von 1590 im Stil der Gotik erbaut und mit dem Zierrat der Renaissance ausgestattet, zeigt am Giebel das Wappen der Grafen von Schönborn.[16]
- Katholische Pfarrkirche St. Peter und Paul, Chorturmkirche, Turm 1471, Langhaus 1766–69 von Johann Michael Fischer, Altäre und Kanzel von Johann Peter Wagner.
- Stufenlinde Grettstadt
Auf dem freien Dorfplatz zwischen Rathaus und der Kirche steht die alte, pyramidenförmig geleitete Tanzlinde. Die Sommerlinde wird gestützt durch Steinpfeiler und darüber liegendem, mehrstufigem Holzgestell. Ihr Alter wird mit ca. 250 Jahren angegeben.[17] Die Besonderheit dieses Baumes ist sein mehrstufiger Kronenschnitt, der es ermöglichte auf dem ersten Stockwerk eine Kapelle einzurichten. Darunter wurde getanzt. Zusätzlich wurde die Linde in früheren Zeiten auch als Gerichtsbaum (Galgenbaum) benutzt, an dem Übeltäter gehängt wurden.[18]
- Eine weitere siebenstufig geleitete Linde ziert den Ortsausgang Grettstadts.

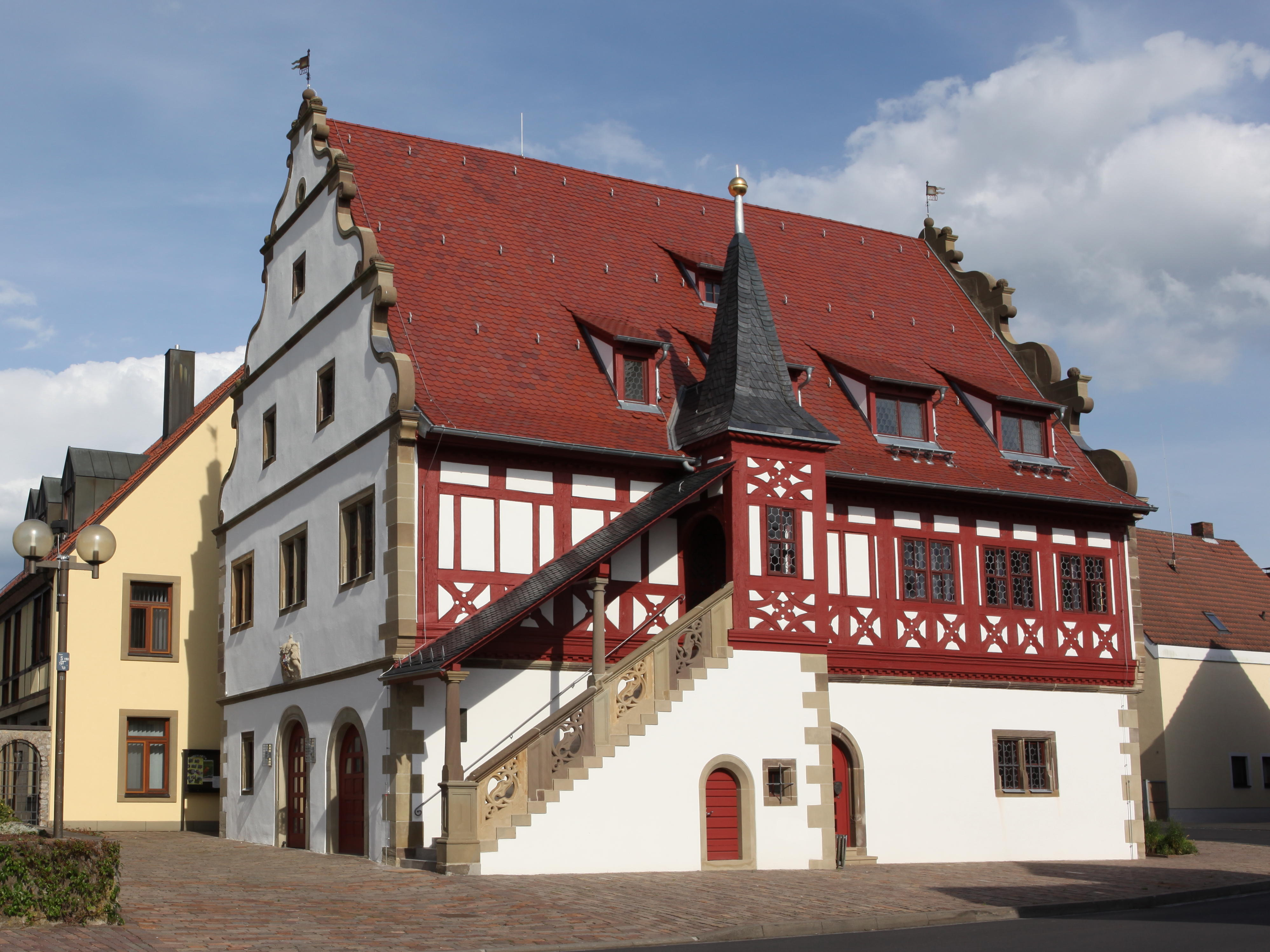
Altes Rathaus, 1590
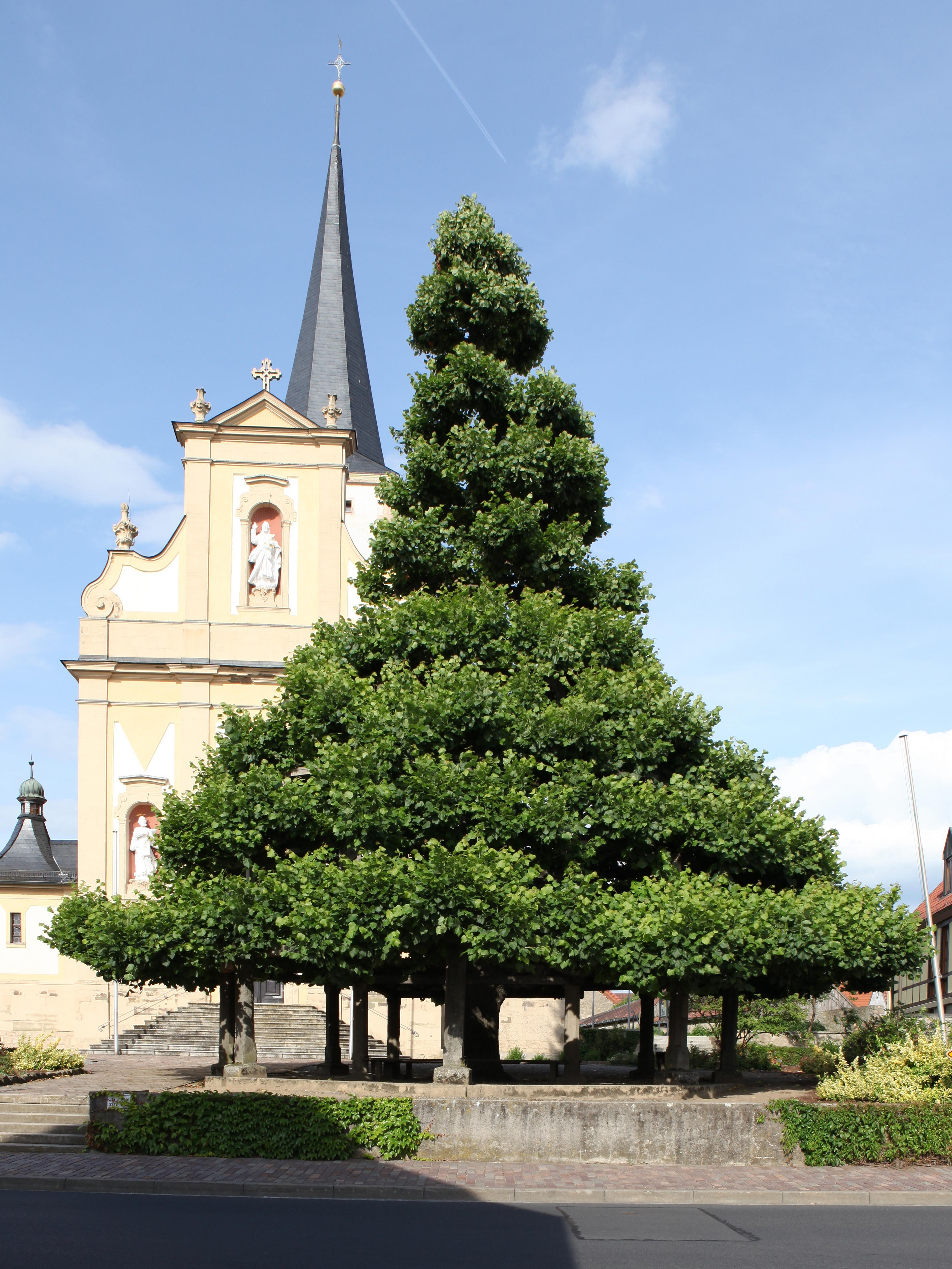
Stufenlinde, 1752
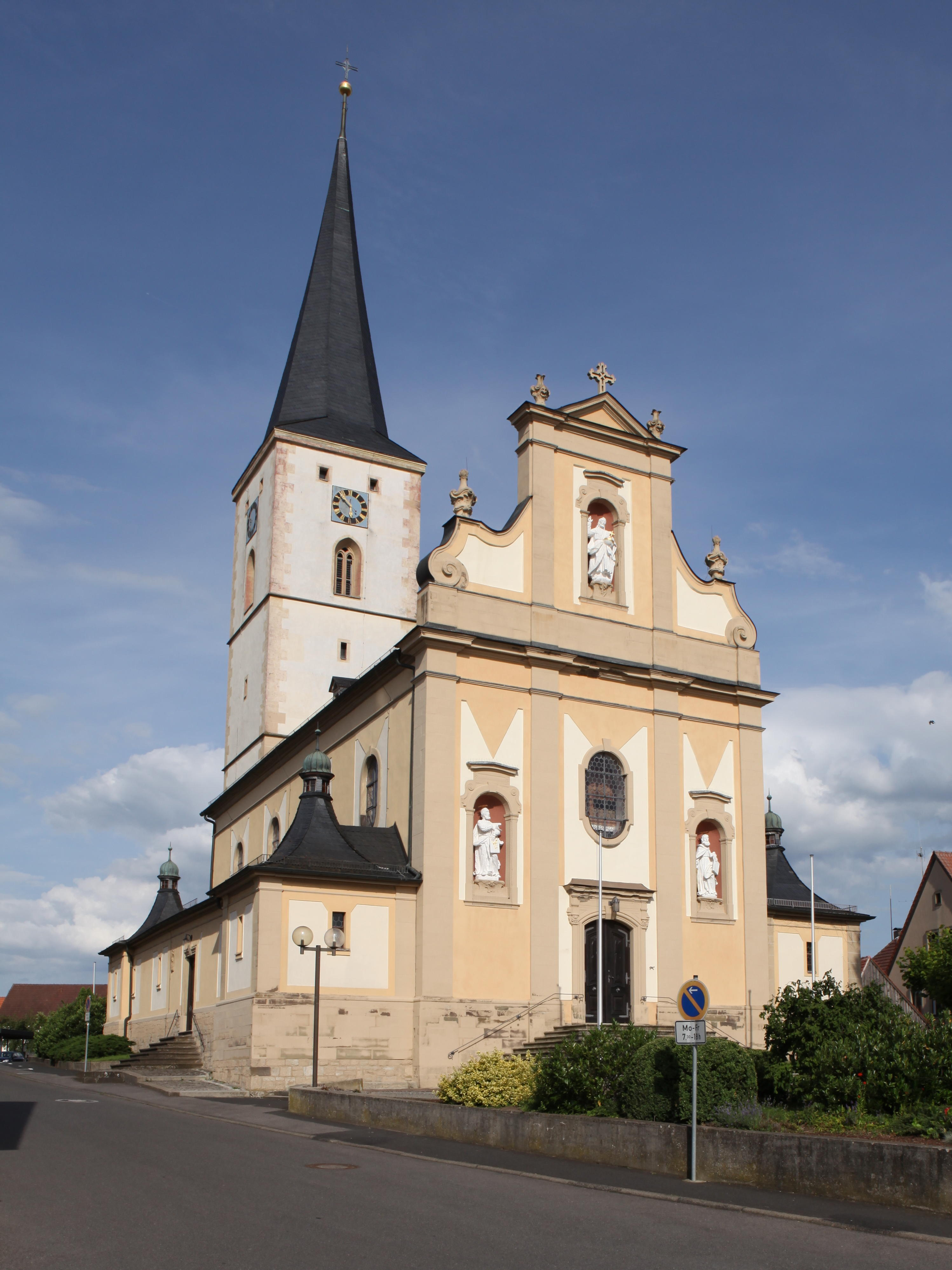
Katholische Pfarrkirche St. Peter und Paul Langhaus 1766 bis 1769

## Wirtschaft und Infrastruktur

### Wirtschaft einschließlich Land- und Forstwirtschaft
Im Jahr 2020 gab es nach der amtlichen Statistik in der Gemeinde 615 sozialversicherungspflichtige Arbeitsplätze. Von der Wohnbevölkerung standen 1900 Personen in einem versicherungspflichtigen Beschäftigungsverhältnis. Damit war die Zahl der Auspendler um 1285 Personen größer als die der Einpendler. 73 Einwohner waren arbeitslos. 2016 gab es 24 landwirtschaftliche Betriebe.

### Verkehr

#### Verkehrsanschlüsse
Grettstadt liegt jeweils etwa sieben Kilometer von den Anschlussstellen der Autobahn 70 Nr. 8 Gochsheim und Nr. 9 Schonungen entfernt. Es besteht eine Buslinie nach Schweinfurt. Die nächstgelegene Bahnstation ist Schweinfurt Hauptbahnhof, nächstgelegener Verkehrsflughafen ist Nürnberg (100 km). Die Flughäfen Frankfurt und München sind 176 beziehungsweise 263 Kilometer entfernt.

#### Bahnstrecke Kitzingen-Schweinfurt
Mit dem beginnenden 20. Jahrhundert erhielt Grettstadt einen Anschluss an das bayernweite Eisenbahnnetz. 1893 wurde der Abschnitt Kitzingen-Gerolzhofen der sogenannten Steigerwaldbahn (auch Untere Steigerwaldbahn) fertiggestellt. Die Nebenbahn verband ab 1903 Kitzingen mit dem Schweinfurter Hauptbahnhof und war damit eine der längeren Nebenstrecken in Deutschland. Grettstadt erhielt einen eigenen Bahnhof an der Strecke.
Seit den 1980er-Jahren begann man den Verkehr auf der Strecke zu reduzieren. Ab 1987 fuhren zwischen Gerolzhofen und Schweinfurt nur noch Personenbusse, der Güterverkehr wurde Mitte 2006 aufgegeben. Seit längerer Zeit gibt es Initiativen zur Reaktivierung des Personenverkehrs auf der stillgelegten Strecke. Anfang 2019 entbrannte ein heftiger, bis heute andauernder Streit über die Ausgestaltung der Wiederinbetriebnahme, der zum Politikum wurde.

### Bildung
Es gibt folgende Einrichtungen (Stand: 2021):
- Drei Kindertageseinrichtungen mit 249 genehmigten Plätzen und 215 betreuten Kindern, davon 49 unter drei Jahren
- eine Volksschule mit acht Klassen, acht Lehrern und 169 Schülern